# Владимир Вујовић
Владимир Вујовић (Баљци, код Билеће, 1912 – Београд, 24. април 1966) био је учесник Народноослободилачке борбе и друштвено-политички радник СФРЈ и СР Србије.

## Биографија
Рођен је 1912. у селу Баљцу, у близини Билеће. Након основне школе, заједно са браћом напустио је Херцеговину и отишао у Београд. Школовао се у Државној четвртој мушкој гимназији и упоредо радио као физички радник и давао приватне часове. У гимназији се прикључио омладинском револуционарном покрету и постао члан Савеза комунистичке омладине (СКОЈ).
Током студија на Техничком факултету Универзитета у Београду, припадао је револуционарном радничком покрету и 1940. постао члан Комунистичке партије (КПЈ).
Након окуапције Југославије, 1941. послат је по партијском задатаку у Трепчу, где је учествовао у формирању Копаоничког партизанског одреда, састављеног углавном од рудара. У овом одреду био је командир чете. Средином 1942. постао је заменик команданта Копаоничког одреда, а током 1943. био је командант и политички комесар Другог јужноморавског партизанског одреда. Почетком 1944. био је командант Шесте јужноморавске ударне бригаде.
Након ослођења источне Србије, демобилисан је и постављен за генералног директора рударско-топионичарског басена „Бор“, а касније за помоћника савезног министра рударства и помоћника савезног министра тешке индустрије. Потом је био први генерални директори Фабрике каблова у Светозареву.
Председник Већа произвођача у Народној скупштини НР Србије био је од децембра 1953. до фебруара 1957. године. Потом је био секретар и потпредседник Савезне индустријске коморе и председник Савета за стручно образовање кадрова Секретаријата за рад Савезног извршног већа. Налазио се и на дужности председника Већа Народне технике Југославије и директора Савезног геолошког завода.
У браку са Савком Јаворином Вујовић (1918–2002), народним херојем, имао је синове Слободана и Ненада.
Изненада је преминуо 24. априла 1966. у Београду. Кремиран је, а његова урна положена је у Алеји заслужних грађана на београдском Новом гробљу.
Носилац је Партизанске споменице 1941. и других југословенских одликовања, међу којима су – Орден заслуга за народ првог реда, Орден братства и јединства првог реда, Ордена рада првог реда, Орден партизанске звезде другог реда, Орден за храброст и др.